# Massala ortega
Massala ortega är en fjärilsart som beskrevs av Paul Dognin 1897. Massala ortega ingår i släktet Massala och familjen nattflyn. Inga underarter finns listade i Catalogue of Life.